# Mordella humeralis humeralis
Mordella humeralis humeralis es una subespecie de coleóptero de la familia Mordellidae.

## Distribución geográfica
Habita en Australia.